# Stairway to Valhalla
Stairway to Valhalla è il quarto album in studio del gruppo musicale italiano Nanowar of Steel, pubblicato il 9 novembre 2018.
Il 4 dicembre 2020 il disco è stato ripubblicato dalla Napalm Records in edizione doppio vinile con un CD bonus che raccoglie i precedenti singoli stand-alone distribuiti digitalmente tra il 2018 e il 2020.

## Tracce
1. Declination – 1:13
2. Barbie, Milf Princess of the Twilight (feat. Fabio Lione) – 5:15
3. The Call of Cthulhu – 4:29
4. Heavy Metal Kibbles – 3:28
5. Il maestro Myiagi di Pino – 0:41
6. L'opelatole ecologico – 4:08
7. Images and Swords – 0:54
8. In the Sky – 3:30
9. ...And Then I Noticed That She Was a Gargoyle – 4:58
10. Tooth Fairy – 4:57
11. Vegan Velociraptor – 4:32
12. Another Drill in the Wall – 0:31
13. Ironmonger (The Copier of the Seven Keys) – 4:59
14. Bum Voyage – 0:32
15. Uranus – 4:13
16. The Crown and the Onion Ring – 0:50
17. The Quest for Carrefour – 5:18
18. Hail to Liechtenstein – 5:04

Contenuto bonus nella riedizione del 2020
- CD 1

1. Uranus (feat. Michael Starr) – 4:13

- CD 2

1. Valhalleluja (feat. Angus MC Fife) – 5:49
2. Sottosegretari alla presidenza della Repubblica del True Metal (feat. Gli Atroci) – 5:01
3. Norwegian Reggaeton (feat. Charly Glamour) – 4:34
4. Bestie di seitan (feat. Maurizio Merluzzo) – 4:10
5. Sneeztem of a Yawn – 3:48
6. A cena da Gianni – 4:08
7. Куроград (feat. Asen Kralev) – 3:48
8. Esce ma non mi rosica – 3:26 – originariamente interpretata da Shahram Shabpareh
9. Deepthroat Revolution (feat. Immanuel Casto) – 3:43 – originariamente interpretata da Immanuel Casto
10. Norwegian Reggaeton (Andrew Consoli Remix) – 3:21

## Formazione
- Potowotominimak – voce, cori
- Mr. Baffo – voce, cori
- Mohamed Abdul – chitarra
- Gatto Panceri 666 – basso
- Uinona Raider – batteria

Produzione
- Nanowar of Steel – produzione
- Alessandro Del Vecchio – produzione, missaggio, mastering
- Christian Ice – produzione